# Liste der Bodendenkmale in Wittstock/Dosse
Die Liste der Bodendenkmale in Wittstock/Dosse enthält alle Bodendenkmale der brandenburgischen Gemeinde Wittstock/Dosse und ihrer Ortsteile auf der Grundlage der Landesdenkmalliste vom 31. Dezember 2020.
Die Baudenkmale sind in der Liste der Baudenkmale in Wittstock/Dosse aufgeführt.
| Gemarkung                  | Flur                          | Kurzansprache | Bodendenkmalnummer | Bemerkung                                               | Bild |
| -------------------------- | ----------------------------- | --- | ------------------ | ------------------------------------------------------- | ---- |
| Babitz (Lage)              | 2, 3                          | Dorfkern deutsches Mittelalter, Kirche Neuzeit, Dorfkern Neuzeit | 100324             |                                                         |      |
| Berlinchen ()              | 6                             | Siedlung Ur- und Frühgeschichte | 100145             |                                                         |      |
| Berlinchen ()              | 5                             | Dorfkern deutsches Mittelalter, Kirche Neuzeit, Dorfkern Neuzeit | 100311             |                                                         |      |
| Biesen ()                  | 1                             | Kirche deutsches Mittelalter, Kirche Neuzeit, Dorfkern Neuzeit, Dorfkern deutsches Mittelalter | 100318             |                                                         |      |
| Christdorf ()              | 1                             | Dorfkern deutsches Mittelalter, Dorfkern Neuzeit, Kirche Neuzeit | 100342             |                                                         |      |
| Dossow, Gadow, Goldbeck () | 1, 11, 4                      | Altstadt Neuzeit, Altstadt deutsches Mittelalter | 100252             |                                                         |      |
| Dranse ()                  | 11                            | Dorfkern deutsches Mittelalter, Dorfkern Neuzeit, Kirche Neuzeit | 100312             |                                                         |      |
| Fretzdorf, Rossow ()       | 1, 15, 16                     | Siedlung Urgeschichte, Turmhügel deutsches Mittelalter, Historischer Garten Neuzeit, Kirche Neuzeit, Dorfkern deutsches Mittelalter, Friedhof deutsches Mittelalter, Schloss Neuzeit, Dorfkern Neuzeit, Mühle deutsches Mittelalter | 100312             |                                                         |      |
| Freyenstein ()             | 1, 2, 4                       | Altstadt deutsches Mittelalter, Altstadt Neuzeit, Friedhof deutsches Mittelalter | 100000             | Hier befindet sich der Archäologische Park Freyenstein. |      |
| Freyenstein ()             | 1                             | Wüstung Mittelalter | 100002             |                                                         |      |
| Freyenstein ()             | 1                             | Burg Mittelalter, Burg Neuzeit | 100003             |                                                         |      |
| Gadow ()                   | 1                             | Kirche Neuzeit, Dorfkern deutsches Mittelalter, Dorfkern Neuzeit | 100328             |                                                         |      |
| Goldbeck ()                | 1                             | Kirche Neuzeit, Mühle Neuzeit, Burg deutsches Mittelalter, Schloss Neuzeit, Turmhügel deutsches Mittelalter | 100288             |                                                         |      |
| Groß Haßlow ()             | 6                             | Kirche Neuzeit, Dorfkern deutsches Mittelalter, Dorfkern Neuzeit | 100322             |                                                         |      |
| Groß Haßlow ()             | 1                             | Dorfkern deutsches Mittelalter, Dorfkern Neuzeit, Kirche Neuzeit, Grab Neuzeit | 100323             |                                                         |      |
| Niemerlang ()              | 1                             | Kirche Neuzeit, Dorfkern Neuzeit, Dorfkern deutsches Mittelalter | 100307             |                                                         |      |
| Rossow ()                  | 13                            | Siedlung Ur- und Frühgeschichte, Kirche Neuzeit, Dorfkern Neuzeit, Dorfkern deutsches Mittelalter | 100327             |                                                         |      |
| Schweinrich ()             | 1, 2, 4                       | Kirche deutsches Mittelalter, Dorfkern Neuzeit, Kirche Neuzeit, Dorfkern deutsches Mittelalter, Grab Neuzeit, Siedlung Bronzezeit                                                                                                   | 100321             |                                                         |      |
| Schweinrich ()             | 1, 2                          | Siedlung Bronzezeit | 100456             |                                                         |      |
| Sewekow ()                 | 3, 4                          | Dorfkern deutsches Mittelalter, Kirche Neuzeit, Dorfkern Neuzeit | 100313             |                                                         |      |
| Wittstock ()               | 1, 2, 3, 4, 5, 6, 7, 8, 9, 10 | Gräberfeld Bronzezeit, Altstadt Neuzeit, Altstadt deutsches Mittelalter | 100131             |                                                         |      |
| Wittstock ()               | 1, 9, 13                      | Burg Neuzeit, Burg slawisches Mittelalter, Burg deutsches Mittelalter | 100249             |                                                         |      |
| Wittstock ()               | 1, 13, 4                      | Friedhof Neuzeit, Hospital deutsches Mittelalter, Siedlung deutsches Mittelalter, Hospital Neuzeit, Friedhof deutsches Mittelalter                                                                                                  | 100250             |                                                         |      |
| Wittstock ()               | 10, 9                         | Hospital Neuzeit, Siedlung römische Kaiserzeit, Hospital deutsches Mittelalter, Friedhof Neuzeit, Friedhof deutsches Mittelalter | 100251             |                                                         |      |
| Wulfersdorf ()             | 2                             | Kirche Neuzeit, Siedlung Urgeschichte, Friedhof Neuzeit, Dorfkern deutsches Mittelalter, Dorfkern Neuzeit, Friedhof deutsches Mittelalter                                                                                           | 100306             |                                                         |      |
| Zootzen ()                 | 1                             | Kirche Neuzeit, Dorfkern deutsches Mittelalter, Dorfkern Neuzeit | 100325             |                                                         |      |